# Kaapse ibis
De Kaapse ibis (Geronticus calvus), ook wel gladnekibis, is een grote vogel die behoort tot de familie van de ibissen en lepelaars. De wetenschappelijke naam van de soort werd als Tantalus Calvus in 1783 gepubliceerd door Pieter Boddaert. Het is een door habitatverlies kwetsbaar geworden vogelsoort die voorkomt in halfwoestijnen in zuidelijk Afrika.

## Kenmerken
De vogel is gemiddeld 78 cm. Het is een grote, overwegend blauw-zwarte ibis. De volwassen ibis heeft een kale kop met rood en witte huid. De snavel is lang, rood gekleurd en neerwaarts gebogen. De poten zijn rood. De vleugels zijn vrij lang en hebben grote koperkleurige vlekken.

## Verspreiding en leefgebied
Het verspreidingsgebied is beperkt tot Lesotho, noordoostelijk Zuid-Afrika en westelijk Swaziland. De leefgebieden van deze vogel liggen in open graslanden en agrarisch gebruikt land op hoogten tussen de 1000 en 2900 meter boven zeeniveau in gebieden met meer dan 700 mm regenval per jaar.
De vogel broedt op ontoegankelijke rotsformaties en foerageert op insecten en andere op het land levende ongewervelde dieren.

## Status
De grootte van de populatie werd in 2016 door BirdLife International geschat op 3300 tot 4000 volwassen individuen. De populatie-aantallen nemen af door habitatverlies. Het leefgebied wordt aangetast door de aanleg van bossen voor houtteelt, ander intensief agrarisch gebruik en mijnbouwactiviteiten. Om deze redenen staat deze soort als kwetsbaar op de Rode Lijst van de IUCN.